# Strichen
Strichen est un village situé dans l’Aberdeenshire, en Écosse.